# 鎮国守国神社

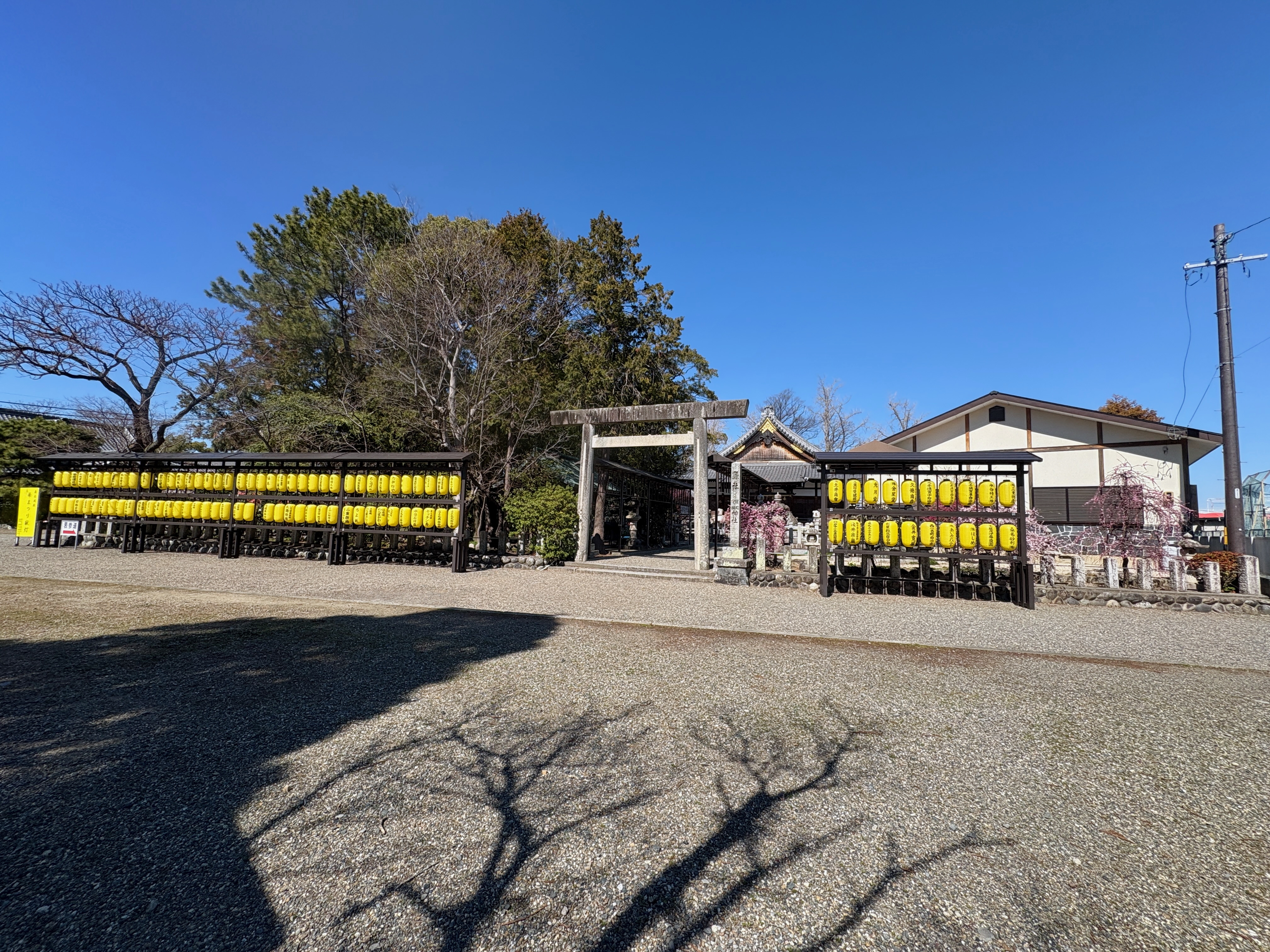
南側から見る鎮国守国神社

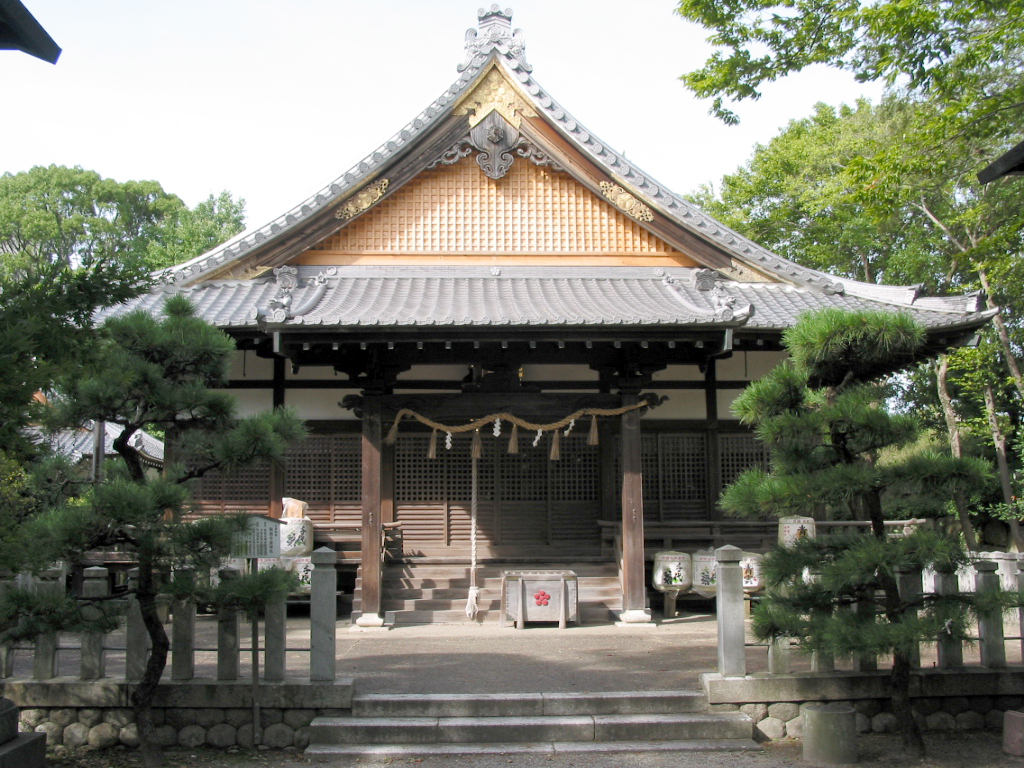
拝殿

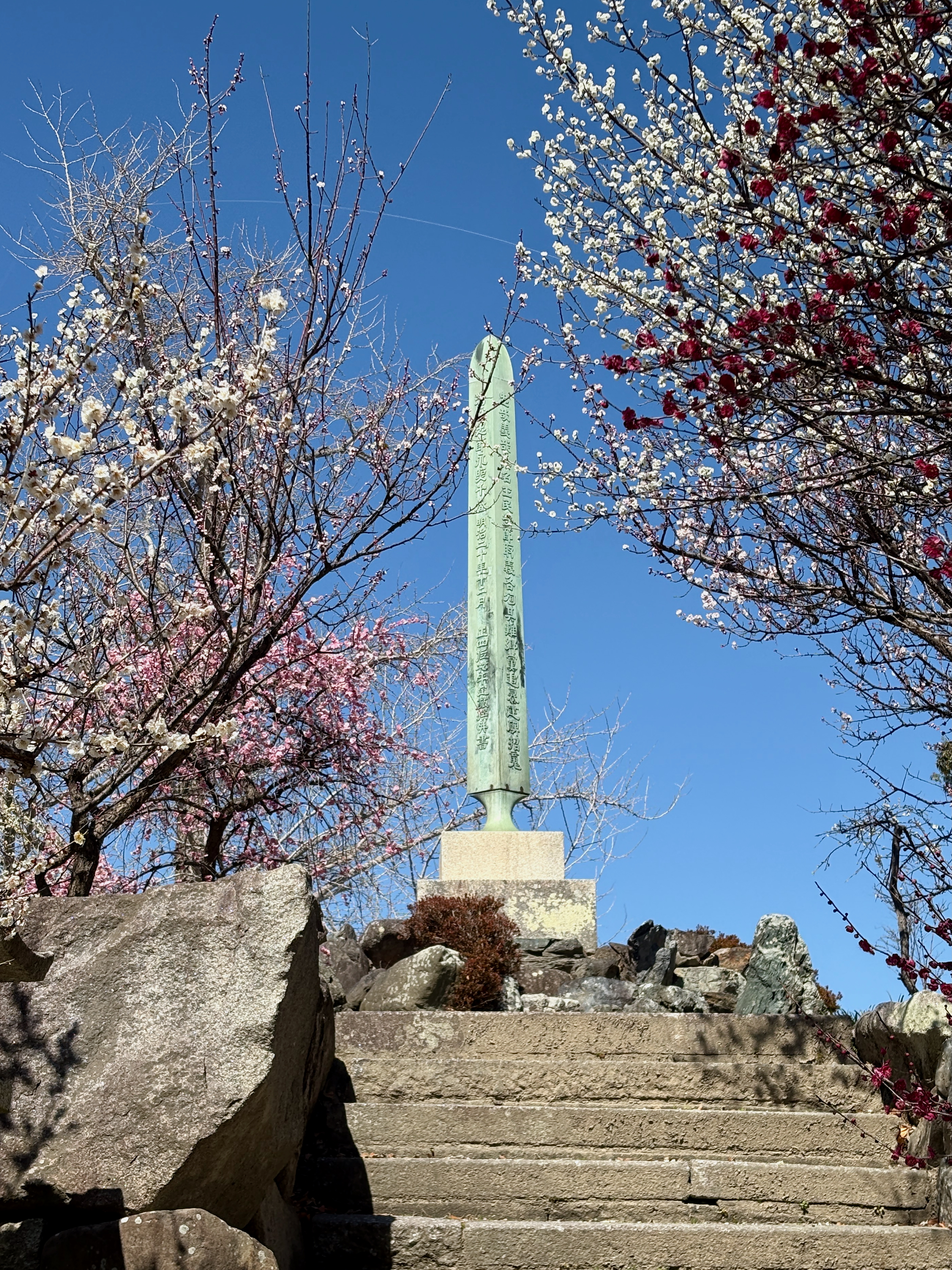
1887年に天守閣跡に建立された剱型青銅製の戊辰殉難招魂碑

鎮国守国神社（ちんこくしゅこくじんじゃ）は、三重県桑名市吉之丸にある神社である。桑名城本丸跡に鎮座し、松平定綱（鎮国公）、松平定信（守国公、楽翁公）を祀る。江戸時代後期から明治時代初期に流行した藩祖を祀った神社のひとつ。

## 祭事
- 金魚祭
  - 5月2日・5月3日

## 開運信仰
- 子孫繁栄
- 文武両道

## 摂社
- 高麗神社（龍神・水神を祀る）

## 境内
- 拝殿
- 楽翁公百年祭記念宝物館
- 楽翁歌碑
- 社務所

## 文化財

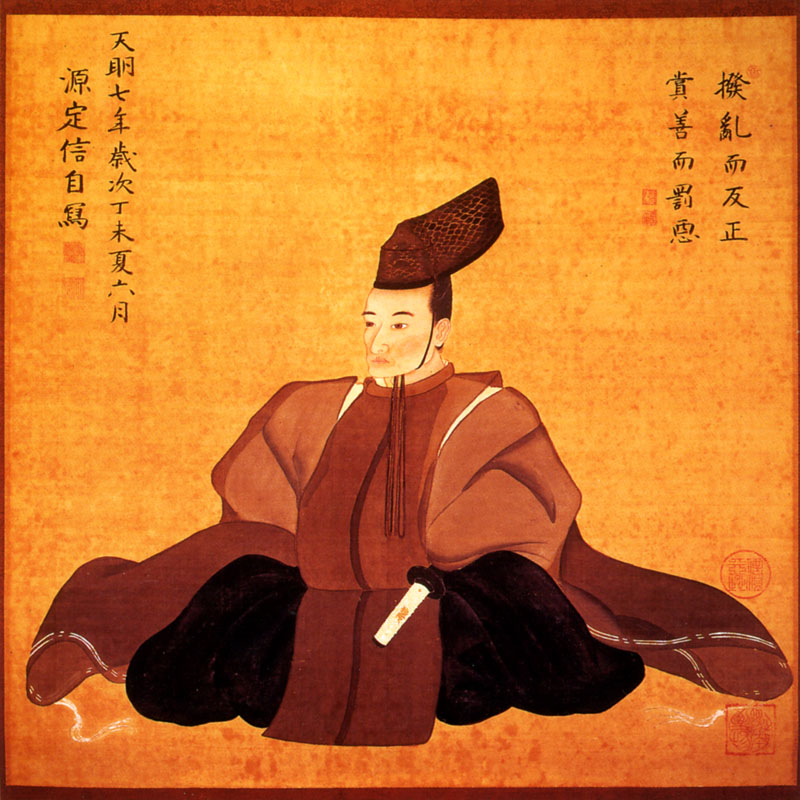
絹本着色 松平定信像

### 重要文化財
- 集古十種版木
- 三宝類聚名義抄（蓮成院本）

### 三重県指定有形文化財
- 絹本着色松平定信像

### 桑名市指定有形文化財
- 松平家御胴丸鎧（保国公所用之鎧）
- 脇差 銘来国光
- 松平家御胴丸鎧（不動利剣之鎧）
- 刀 金象嵌銘和泉守兼定 鳴神
- 松平家御具足（紺糸縅五枚胴具足）
- 松平家御具足（熊毛皮張二枚胴具足）
- 象牙製 字さし（松平定信所用）
- 谷文晁筆 木製絵馬 曳駒図
- 徳川家斉筆 光格天皇御製漢詩

### 桑名市指定無形民俗文化財
- 詩かるた - 通称：けんかかるた。江戸時代の桑名藩の藩校が、子どもたちに戦場での心構えを教えようと始めたもので、取った札を座布団の下に隠すまで横取りできるのが特徴。毎年1月5日に大会が開かれる[2]。

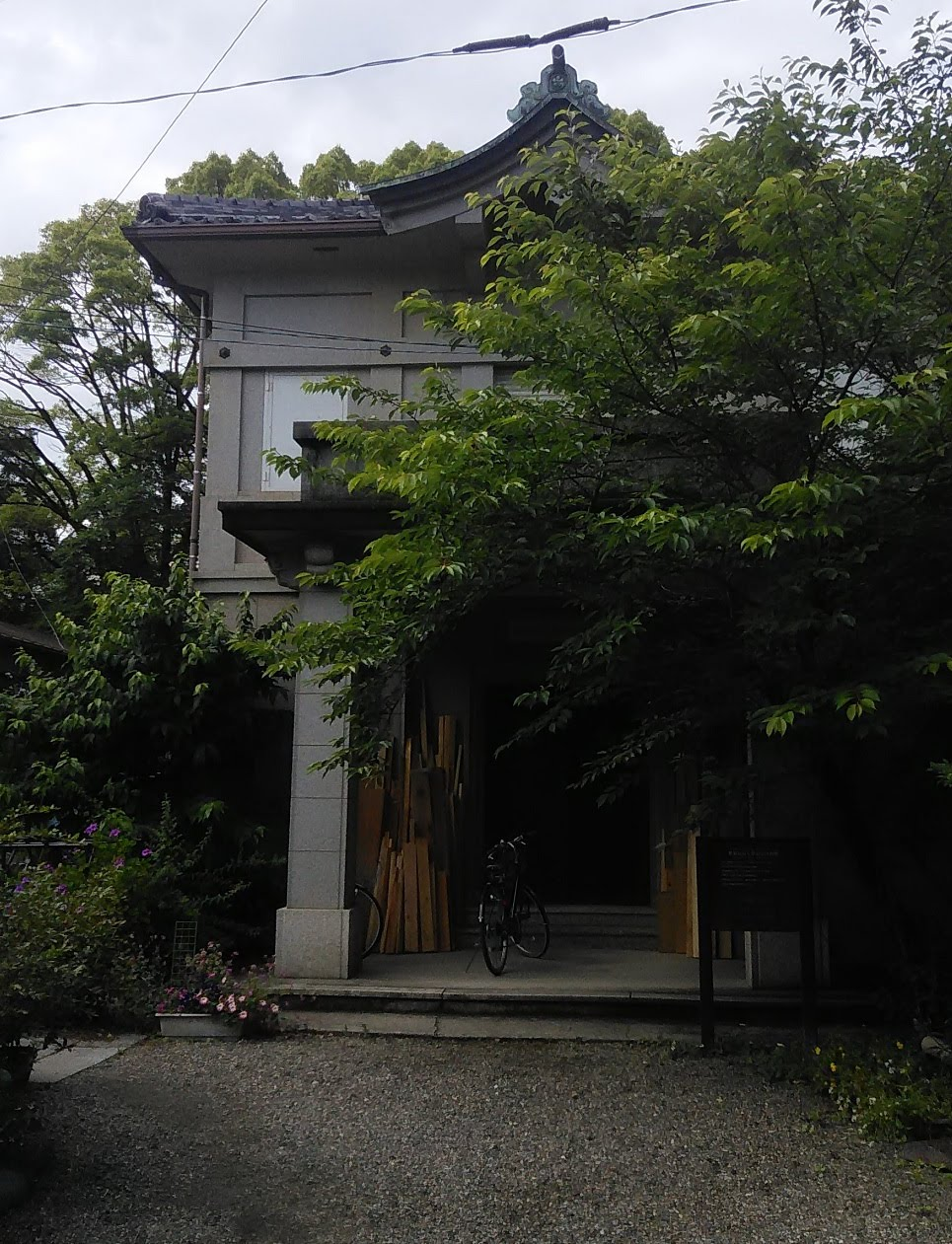
楽翁公百年祭記念宝物館

### 登録有形文化財（国登録）
- 楽翁公百年祭記念宝物館(金魚祭期間に特別公開される)

## 交通
- JR関西本線・近鉄名古屋線・養老鉄道養老線 桑名駅下車、三重交通バスで「本町」バス停下車、徒歩で約6分。